# Fagopyrum acutatum
Fagopyrum acutatum är en slideväxtart som först beskrevs av Johann Georg Christian Lehmann, och fick sitt nu gällande namn av Rudolf Mansfeld och Karl Hammer. Fagopyrum acutatum ingår i släktet boveten, och familjen slideväxter. Inga underarter finns listade i Catalogue of Life.